# Cyro de Azevedo
Cyro Franklin de Azevedo (Aracaju, 1858-Río de Janeiro, 1927) fue un diplomático y escritor brasileño.

## Biografía
Nació en la ciudad de Aracaju, perteneciente a la provincia de Sergipe, en abril de 1858. Hijo de Domingos José de Silva Azevedo, fue bachiller en ciencias sociales y jurídicas por la Universidad de São Paulo. Ejerció como delegado de policía en la corte y posteriormente fue nombrado ministro de Brasil en la República del Perú. Como estudiante, colaboró con varios periódicos y escribió textos como O Americano (1881), Estudos sociaes e litterarios (1882) y Propaganda republicana (1889). También fue embajador de Brasil en Alemania y Argentina. Falleció en 1927, el día 16 de enero, en Río de Janeiro.